# Marc Bécam
Marc Bécam, né le 9 octobre 1931 à Saint-Martin-des-Champs (Finistère) et mort le 21 avril 2021 à Quimper, est un ingénieur et syndicaliste agricole puis homme politique français. Principalement connu comme maire de Quimper, il marque la vie politique du département du Finistère pendant trois décennies, du début des années 1960 à la fin des années 1980.

## Biographie
Fils d'ingénieur, élevé dans la religion catholique, il fait des études d’ingénieur agricole et commence sa carrière professionnelle comme technicien à la FDSEA du Finistère et en sera le directeur au moment de la prise de la préfecture de Morlaix lors de la révolte des paysans bretons en 1961.
Il se lance en politique à la fin des années 1960 en se faisant élire député de la première circonscription du Finistère, puis au fil des années devient conseiller général, maire de Quimper, Secrétaire d'État chargé des Collectivités locales et sénateur.
Gaulliste proche de l'UDR puis du RPR, mais sans y adhérer, Marc Bécam marque son indépendance en s’affranchissant des clivages gauche/droite. Il vote la loi Veil, est favorable à l’abolition de la peine de mort et dans ses mandats de maire se montre proche des milieux culturels.

## Mandats nationaux
- Député du Finistère en 1967 et 1968, de 1969 à 1977 et de 1986 à 1988
- Sénateur du Finistère de 1980 à 1986
- Secrétaire d'État aux Collectivités locales du 29 mars 1977 au 2 octobre 1980

## Mandats locaux
- Maire de Quimper de 1977 à 1989
- Conseiller général du Finistère de 1973 à 1988 (canton de Quimper-1)